# Wadotes carinidactylus
Wadotes carinidactylus är en spindelart som beskrevs av Bennett 1987. Wadotes carinidactylus ingår i släktet Wadotes och familjen mörkerspindlar. Inga underarter finns listade i Catalogue of Life.